# Olivier Battaglia
Olivier Battaglia (* 28. März 1965) ist ein Schweizer Politiker (LDP).

## Leben

### Berufliches
Nach abgeschlossener Ausbildung als eidg. dipl. Wirtschaftsinformatiker leitete Battaglia Projekte bei der Sport-Toto-Gesellschaft und war anschliessend als Senior Projekt- und Teamleiter bei der Systor AG tätig. Von 2003 bis 2016 war er Chefrevisor und Mitglied der Geschäftsleitung, zuständig für die technischen Revisionen und die Administration, bei der Finanzkontrolle des Kantons Basel-Landschaft. Seit November 2016 ist er für Coop in der internen Revision tätig. 2017 schloss er mit einem Bachelor of Commerce in Industrial and Organisational Psychology an der University of South Africa ab.

### Politisches
Während seiner ersten Amtsperiode als Gemeinderat im Ressort «Bildung, Kultur und Soziales» war er massgeblich an der Kommunalisierung der Volksschulen beteiligt. Von Amtes wegen vertrat er in den vier Jahren die Gemeinde Bettingen in der Spitex, in Benevol, Gegenseitige Hilfe, als Rektor des Bettinger Kindergartens, als Vorstandsmitglied des Verkehrsvereins und in der Spitalkommission. In der zweiten Amtszeit (2011 bis 2015) war er zuständig für das Ressort Finanzen und stellvertretender Gemeindepräsident. In dieser Zeit führte er die Gemeindefinanzen, implementierte ein Risikomanagement sowie eine Informatikstrategie und war massgebend an den NOKE-Verhandlungen beteiligt (Projekt Neuordnung Kanton/Einwohnergemeinden). Vor seiner Gemeinderatstätigkeit war er Datenschutzdelegierter und Mitglied der EDV-Kommission der Gemeinde Bettingen. Er ist Mitglied im Vorstand des Vereins «Aktives Bettingen».
Am 1. Februar 2017 wurde Battaglia für die LDP in den Grossrat des Kantons Basel-Stadt gewählt. Dort sitzt er in der Wirtschafts- und Abgabekommission (WAK).

### Privates
Battaglia ist verheiratet und ist Vater zweier erwachsener Töchter.